# ماساكي تزاكا
ماساكي تزاكا (باليابانية: 登崎 雅貴) (27 أغسطس 1994 في شيزوكا في اليابان – )؛ هو لاعب كرة قدم كان يلعب كمدافع.

## وصلات خارجية
- ماساكي تزاكا على موقع رابطة كرة القدم اليابانية للمحترفين (اليابانية)